# Сабін (парафія)
Шаблон:StateAbbr_ 31°34′ пн. ш. 93°34′ зх. д. / 31.56° пн. ш. 93.56° зх. д.
Округ  Сабін (англ. Sabine Parish) — округ (парафія) у штаті  Луїзіана, США. Ідентифікатор округу 22085.

## Історія
Парафія утворена 1843 року.

## Демографія
За даними перепису 
2000 року 
загальне населення округу становило 23459 осіб, зокрема міського населення було 2855, а сільського — 20604.
Серед мешканців округу чоловіків було 11474, а жінок — 11985. В окрузі було 9221 домогосподарство, 6596 родин, які мешкали в 13671 будинках.
Середній розмір родини становив 3.
Віковий розподіл населення поданий у таблиці:
| Стать    | До 15 років | 15-21 | 22-29 | 30-39 | 40-49 | 50-65 | 65-85 | Понад 85 |
| -------- | ----------- | ----- | ----- | ----- | ----- | ----- | ----- | -------- |
| Чоловіки | 2576        | 1164  | 963   | 1459  | 1510  | 2072  | 1593  | 137      |
| Жінки    | 2446        | 1158  | 1016  | 1537  | 1540  | 2145  | 1860  | 283      |

## Суміжні округи
- Де-Сото — північ
- Начітош — схід
- Вернон — південний схід
- Ньютон, Техас — південний захід
- Сабін, Техас — захід
- Шелбі, Техас — північний захід

## Виноски
1. ↑  U.S. Decennial Census. United States Census Bureau. Процитовано 1 вересня 2014.
2. ↑  Historical Census Browser. University of Virginia Library. Архів оригіналу за 11 серпня 2012. Процитовано 1 вересня 2014.
3. ↑  Population of Counties by Decennial Census: 1900 to 1990. United States Census Bureau. Процитовано 1 вересня 2014.
4. ↑  Census 2000 PHC-T-4. Ranking Tables for Counties: 1990 and 2000 (PDF). United States Census Bureau. Процитовано 1 вересня 2014.
5. ↑  State & County QuickFacts. United States Census Bureau. Архів оригіналу за 6 червня 2011. Процитовано 18 серпня 2013.(англ.) Наведено за англійською вікіпедією.
6. ↑  American FactFinder. Бюро перепису населення США. Архів оригіналу за 26 лютого 2012. Процитовано 31 січня 2008.

| США | Це незавершена стаття з географії США. Ви можете допомогти проєкту, виправивши або дописавши її. |